# Admitância
Em eletricidade, admitância, simbolizada Y, é o inverso da impedância. Ele é medida S (siemens).
Ela é definida por:
{\displaystyle Y=Z^{-1}=1/Z\,}
Onde :
- Y é a admitância em S ;
- Z é a impedância em Ω

Sendo a impedância uma resistência complexa, e a condutância G o inverso da resistência, a admitância é uma condutância complexa.
A parte real da admitância é a condutância, e sua parte imaginária é a susceptância:
{\displaystyle Y=G+jB\,}
A magnitude da admitância é dada por:
{\displaystyle \left|Y\right|={\sqrt {G^{2}+B^{2}}}\,\!}
Onde :
- G é a condutância em S ;
- B é a susceptância em S ;